# فرانك بونهام
فرانك بونهام (بالإنجليزية: Frank Bonham)‏ هو كاتب للأطفال وكاتب أمريكي، ولد في 25 فبراير 1914 في لوس أنجلوس في الولايات المتحدة، وتوفي في 16 ديسمبر 1988.

## وصلات خارجية
- فرانك بونهام على موقع IMDb (الإنجليزية)